# جعفر بناهي
جعفر بناهي (بالفارسية: جعفر پناهی) (مواليد 11 يونيو 1960 ميانة، إيران) منتج ومخرج سينمائي إيراني وأحد أشهر صناع السينما في إيران. نال اعترافًا من نقاد ومختصين في مجال السينما في إيران والعالم، وحاز عددًا من الجوائز العالمية من قبيل جائزة الأسد الذهبي من مهرجان فينيسيا السينمائي وجائزة الدب الفضي من مهرجان برلين السينمائي. أحد أشهر أفلامه المترجمة إلى العربية تاكسي طهران.

## الأعمال
| السنة | الفيلم         | عمل في | عمل في        | عمل في |
| السنة | الفيلم         | أخراج  | كتابة سيناريو | منتج   |
| ----- | -------------- | ------ | ------------- | ------ |
| 1995  | البالون الأبيض | نعم    | نعم           | لا     |
| 2000  | الدائرة        | نعم    | نعم           | نعم    |
| 2006  | آفسايد         | نعم    | نعم           | نعم    |
| 2015  | تاكسي طهران    | نعم    | نعم           | نعم    |
| 2018  | 3 وجوه         | نعم    | نعم           | نعم    |
| 2025  | حادث بسيط      | نعم    | نعم           | لا     |

## روابط خارجية
- جعفر بناهي على موقع IMDb (الإنجليزية)
- جعفر بناهي على موقع الموسوعة البريطانية (الإنجليزية)
- جعفر بناهي على موقع مونزينجر (الألمانية)
- جعفر بناهي على موقع قاعدة بيانات الأفلام العربية
- جعفر بناهي على موقع ألو سيني (الفرنسية)
- جعفر بناهي على موقع أول موفي (الإنجليزية)
- جعفر بناهي على موقع قاعدة بيانات الأفلام السويدية (السويدية)
- جعفر بناهي على موقع قاعدة بيانات الفيلم (الإنجليزية)
- جعفر بناهي على موقع كينوبويسك (الروسية)